# Soyuz TMA-02M
Soyuz TMA-02M foi uma missão do programa espacial russo Soyuz à Estação Espacial Internacional, 110º voo das naves tripuladas Soyuz e o segundo voo do novo modelo TMA-M. Transportando três tripulantes que integraram-se à Expedição 28, ela foi lançada do Cosmódromo de Baikonur às 21:12 UTC de 7 de junho de 2011, para uma viagem de cerca de seis meses no espaço, quando permaneceu acoplada à ISS durante este período servindo como nave de escape.
A missão teve seu encerramento em 22 de novembro de 2011, com a aterrissagem da nave e de seus três tripulantes nas estepes do Casaquistão, após mais de 200 dias em órbita terrestre.

## Tripulação
| Posição             | Cosmo/Astronauta |
| ------------------- | ---------------- |
| Comandante          | Sergei Volkov    |
| Engenheiro de voo 1 | Satoshi Furukawa |
| Engenheiro de voo 2 | Michael Fossum   |

## Parâmetros da Missão
- Massa: 7.200 kg
- Perigeu: 374 km
- Apogeu: 403 km
- Inclinação: 51,60°
- Período orbital: 92,30 minutos

## Insígnia
A insígnia da missão é inspirado num desenho de um foguete espacial feito por Kati Ikramov, de oito anos de idade, residente em Krasnoyarsk, Rússia, e foi aprovado por Anatoli Perminov, ex-chefe da Agência Espacial Russa.  Ela mostra a Soyuz em órbita da Terra, com o foguete ao fundo, cruzando o espaço.

## Nave
A Soyuz TMA-02M é o segundo exemplar e a segunda missão russa usando o novo tipo de espaçonave da série Soyuz TMA-M, que teve seu sistema de navegação modernizado e tem menor peso que as versões anteriores. Este foi o último voo de teste e desenvolvimento deste tipo de espaçonave; a missão posterior, Soyuz TMA-03M, está programada para ir ao espaço em fins de dezembro de 2011 e será um voo de qualificação encerrando o período de avaliação do novo modelo. Ela foi desenhada e construída pela empresa RKK Energia, a maior companhia da indústria espacial russa.

## Treinamento
Entre 12 e 13 de maio de 2011, as tripulações titular e reserva da missão passaram por exames médicos no Centro de Treinamento de Cosmonautas Yuri Gagarin na Cidade das Estrelas, próximo a Moscou. A tripulação principal passou a treinar integralmente em simuladores da ISS enquanto os reservas entraram em treinamento na réplica da Soyuz. Os testes no simulador da estação visam a simular um dia de trabalho na estação com instrutores criando certas contingências anormais de funcionamento e procedimentos de emergência.
As tripulações chegaram a base de Baikonur no dia 25 de maio, sempre viajando em aviões diferentes, onde tiveram alguns dias de treinamento na nave no próprio sítio de lançamento, experimentando os trajes espaciais Sokol, a acomodação da carga na cápsula de descida, testando a comunicação dos capacetes e verificação de vazamentos.

## Lançamento e acoplagem
Lançada de Baikonur às 21:12 UTC de 7 de junho (02:12 de 8 de junho na hora local),  a Soyuz atingiu a órbita minutos depois, num lançamento sem problemas.Seu acoplamento com a ISS foi realizado em 9 de junho, no Módulo Rassvet da estação. 
A bordo da ISS, os tripulantes Volokov, Fukuwara e Fossum juntaram-se aos astronautas que já a ocupavam e estavam à sua espera, Andrei Borisenko, Aleksandr Samokutyayev e Ronald Garan Jr., para iniciarem a Expedição 28.

## Retorno
Ao fim da Expedição 28, a tripulação da Soyuz TMA-02M desacoplou-se da ISS, onde esteve estacionada por quase cinco meses, e  retornou à Terra, encerrando a missão em 22 de novembro de 2011, pousando nas estepes do Casaquistão às 02:26 UTC, onde foi recebida pelas equipes de apoio em terra da Roskosmos e da NASA.

## Galeria

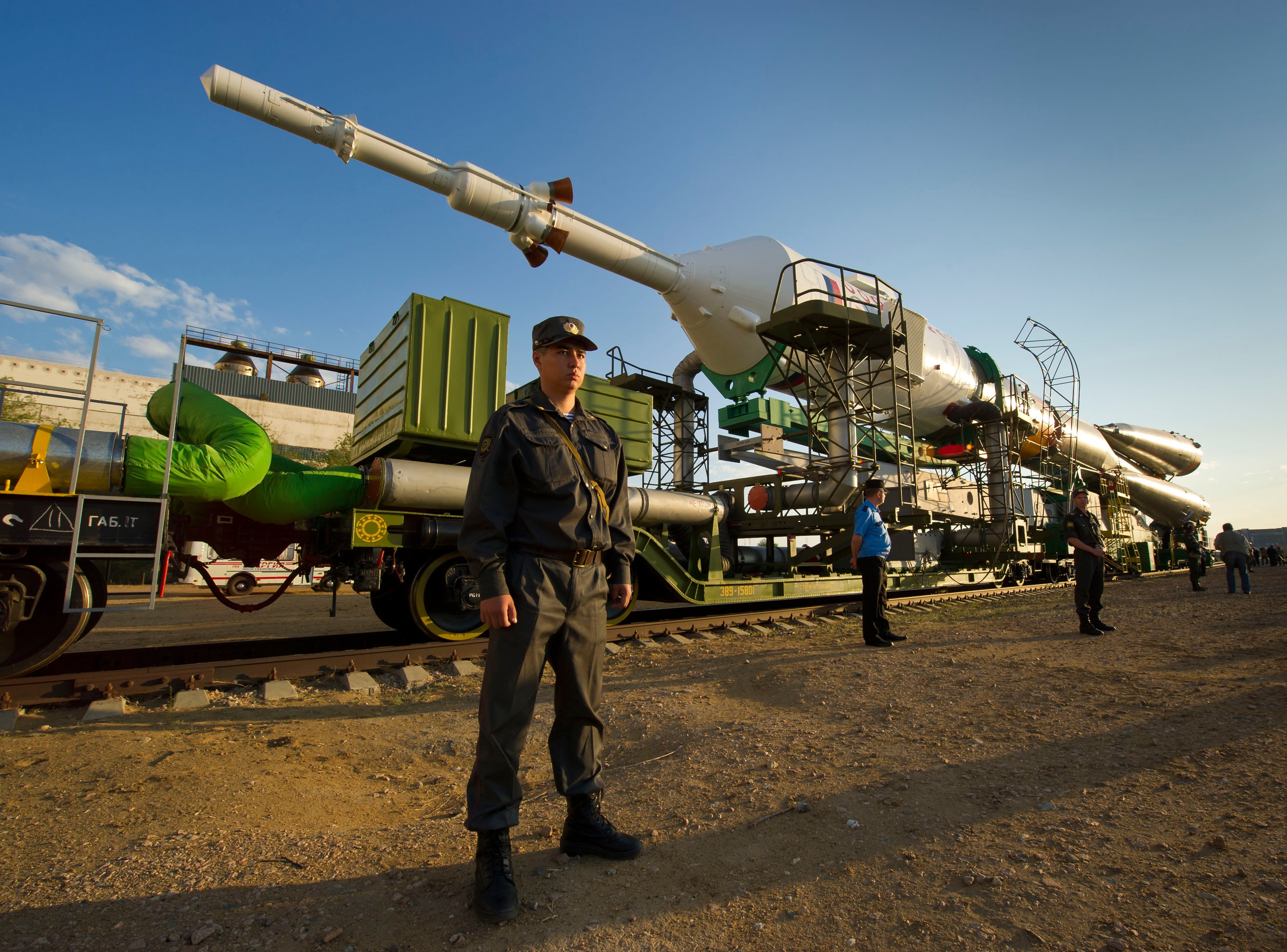
A TMA-02M sendo transportada para a plataforma da lançamento.
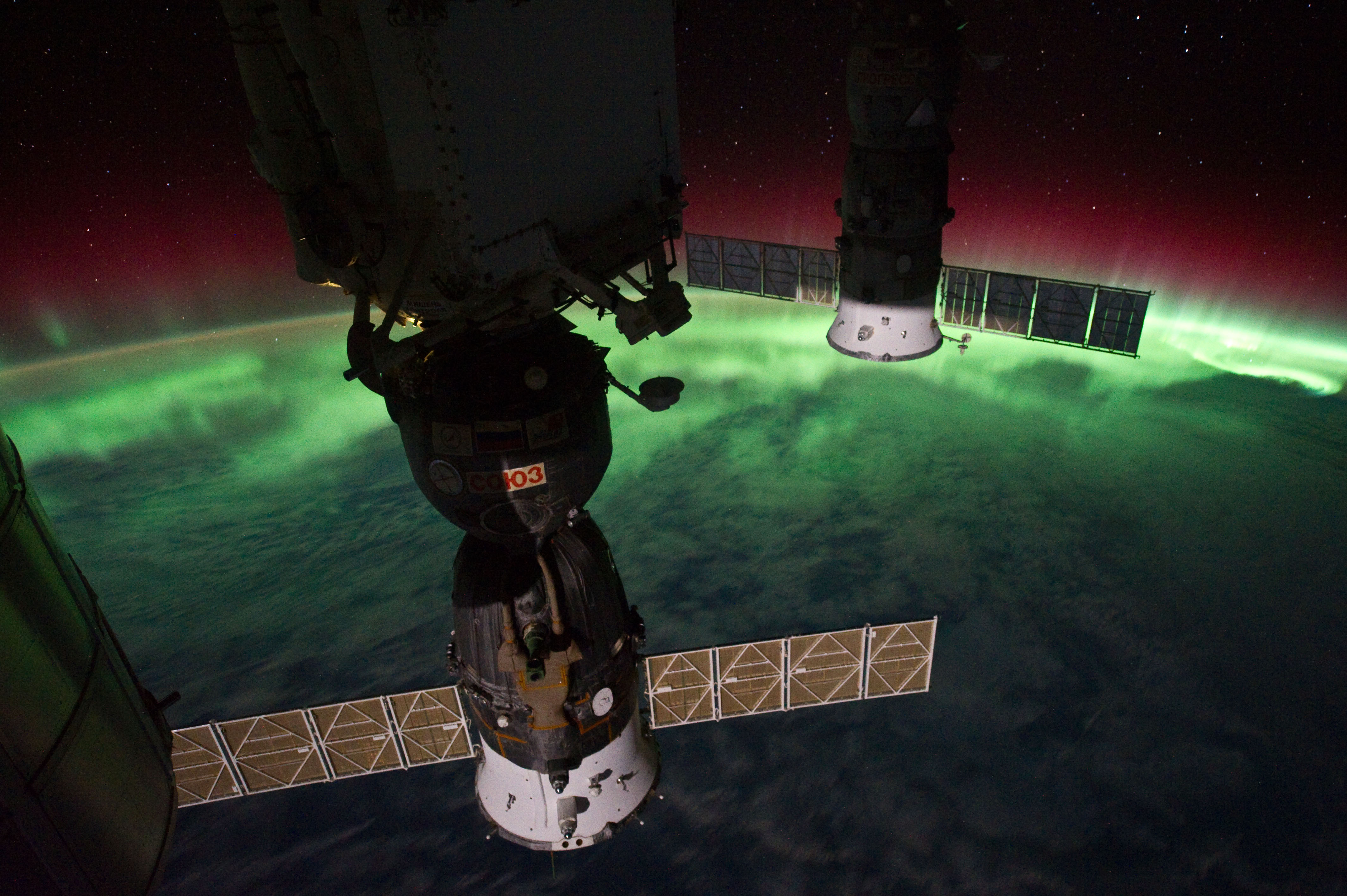
A Soyuz TMA-21 acoplada à ISS; ao fundo a aurora australiana
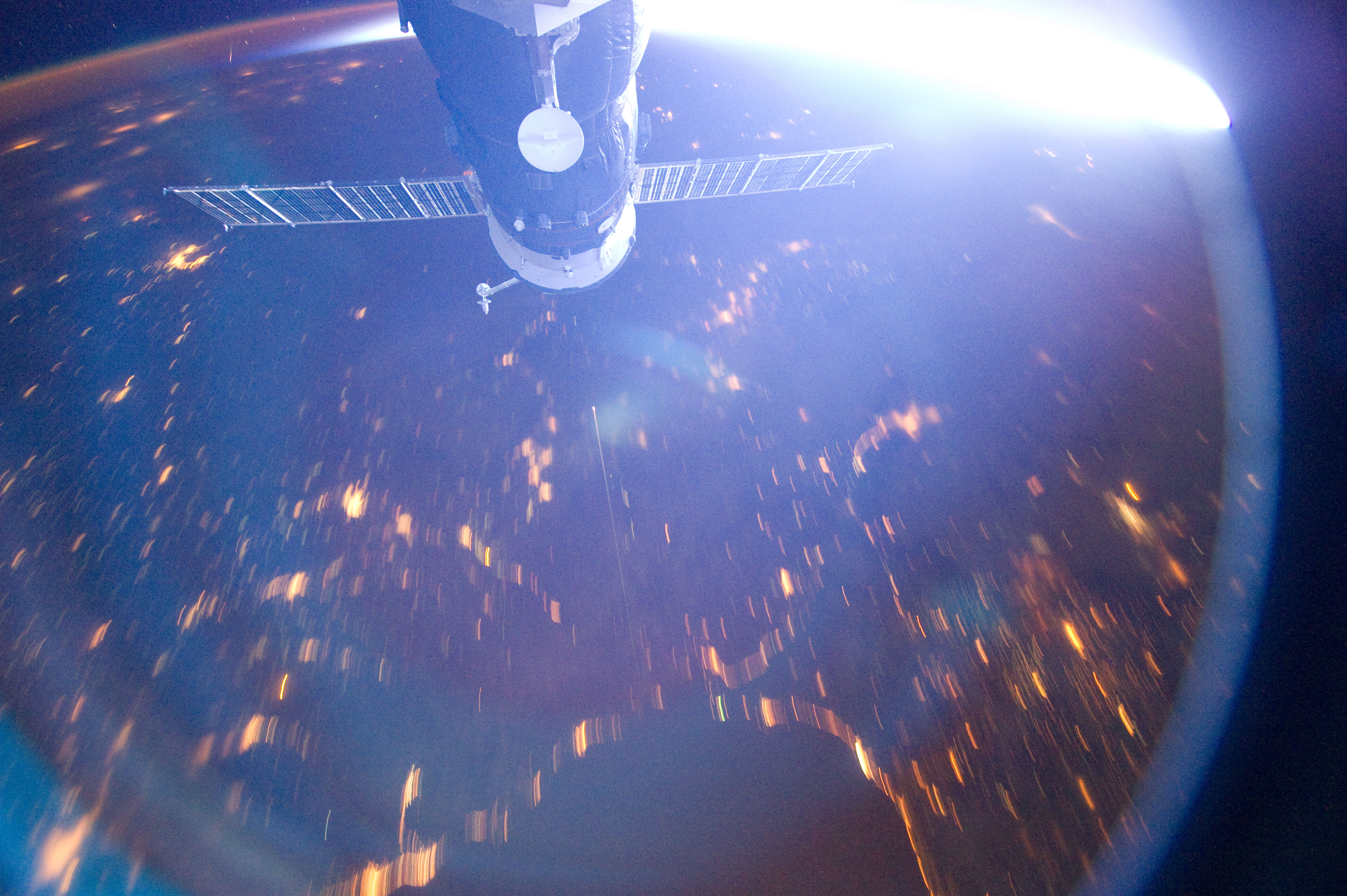
A reentrada da nave na atmosfera.
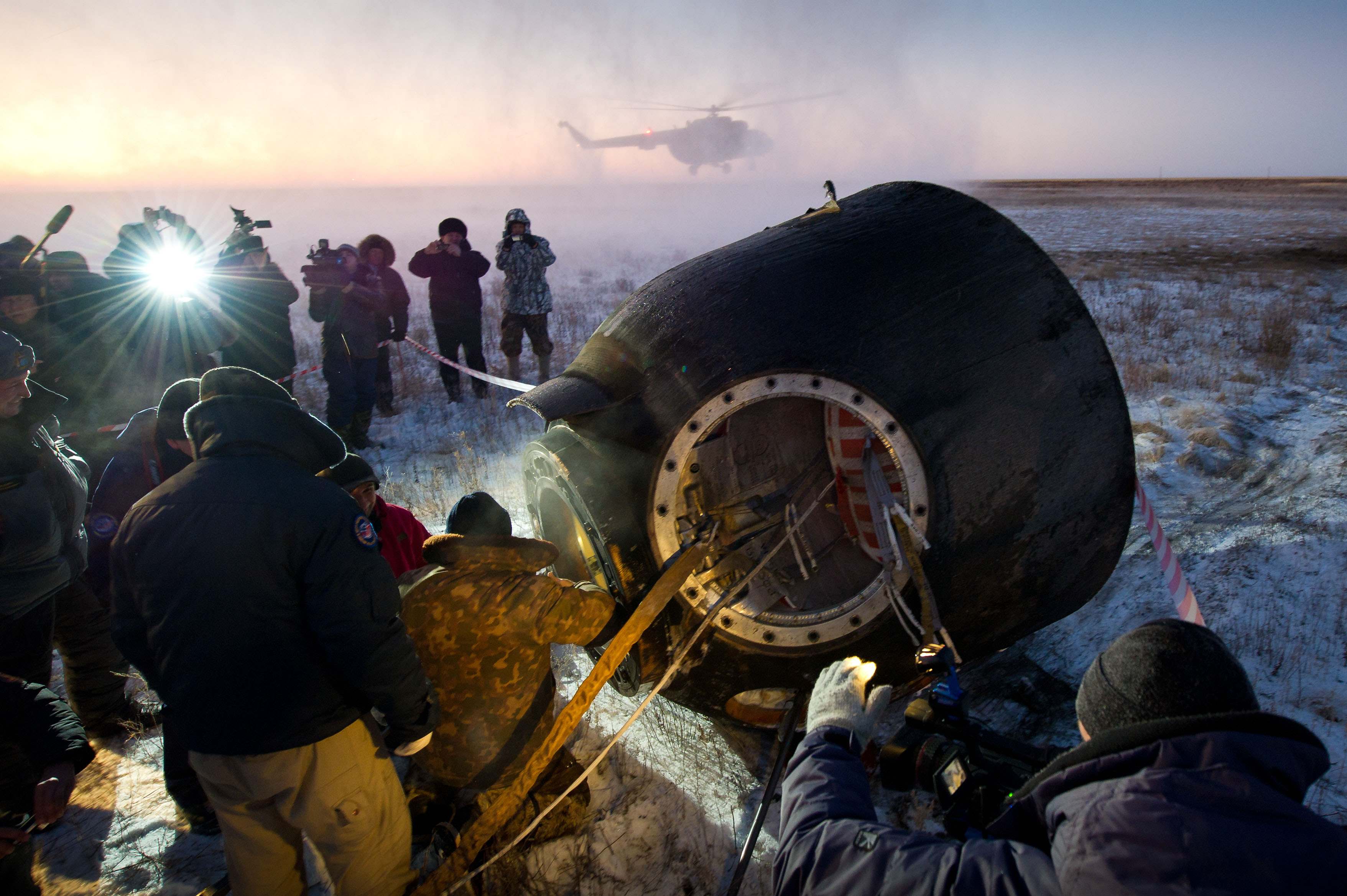
A cápsula, enegrecida pelo calor da reentrada, no local de aterrissagem.
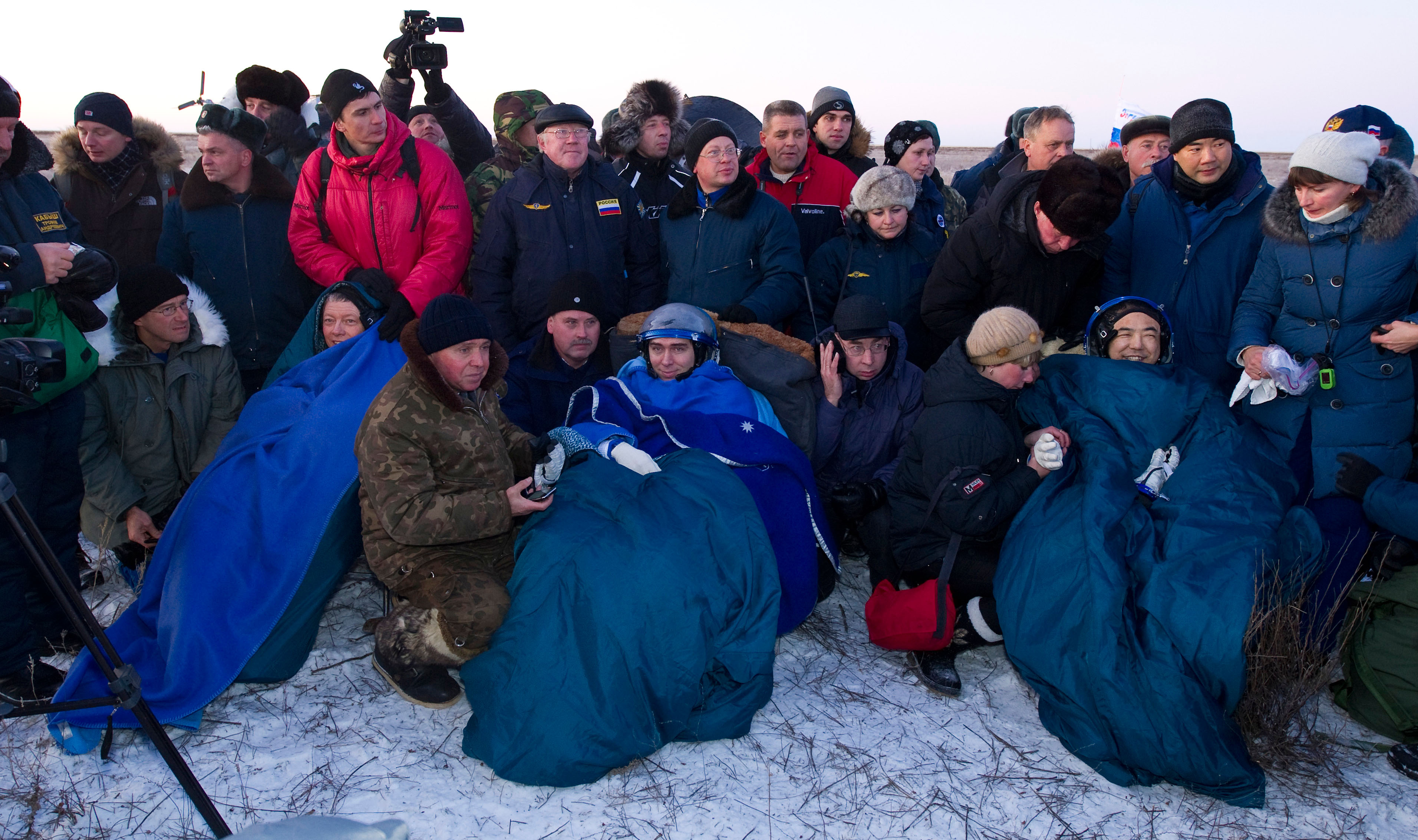
A tripulação e a equipe de resgate logo após a aterrissagem.